# WORD (stacja radiowa)

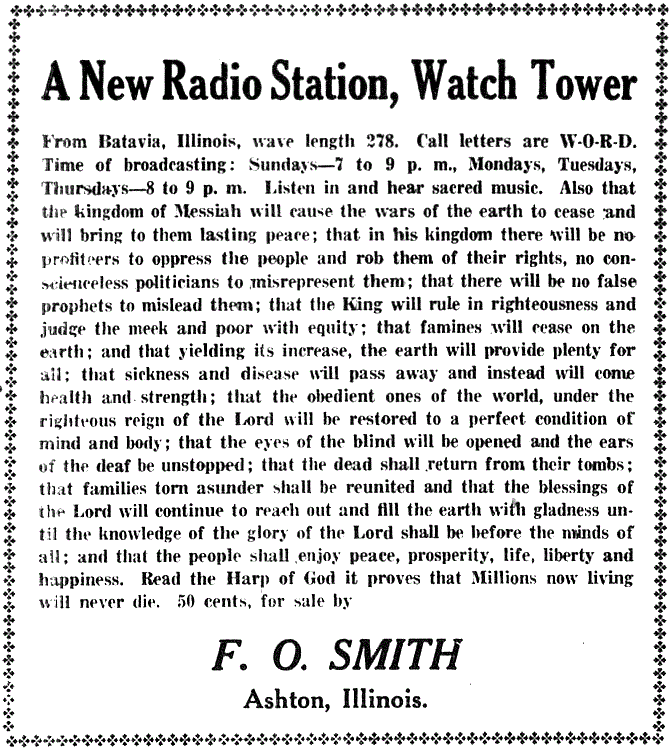
Ogłoszenie prasowe stacji radiowej WORD (styczeń 1925)

WORD – stacja radiowa Towarzystwa Strażnica działająca w okolicach Batavii na przedmieściach Chicago w Stanach Zjednoczonych w latach 20. XX wieku. Istniała w celu emisji programów i wykładów o tematyce biblijnej. Obok Radia WBBR należała do najintensywniej wykorzystywanych stacji radiowych należących do Badaczy Pisma Świętego, lepiej znanych obecnie jako Świadkowie Jehowy. Formalnie należała do People's Pulpit Association (Stowarzyszenie Kazalnica Ludowa) – obecnie znane jako Watchtower Bible and Tract Society of New York, Inc. („Zarejestrowane Nowojorskie Towarzystwo Biblijne i Traktatowe – Strażnica”).
Konstrukcję stacji nadawczej stanowiły dwa maszty o wysokości 200 stóp (ok. 60 metrów).
Pierwsza audycja została wyemitowana 28 grudnia 1924; nadajnik miał wówczas moc 500 wat. W 1926 roku zainstalowano 5000-watowy nadajnik, umożliwiający odbiór sygnału stacji w nocy w całej Ameryce Północnej, który był tak silny, że utrudniał odbieranie w pobliżu niektórych innych programów radiowych.
Początkowo programy były realizowane na farmie Maxa Melhorna w Batavii. W 1929 roku studio rozgłośni przeniesiono z farmy do nowej siedziby w Hotelu Webster w Chicago. Pomimo posiadania dużych możliwości technicznych z biegiem czasu stacji przydzielano coraz gorszą częstotliwość fal radiowych do emisji programu. W 1931 roku stację zamknięto (jeden z masztów stacji istniał jeszcze do 1969 roku).